# Rick Kavanian
Richard Horatio „Rick“ Kavanian (München, 1971. január 26. –) örmény származású német színész.

## Élete
Rick Kavanian 1990 és 1994 között pszichológiát, politikatudományt és észak-amerikai kultúrtörténetet tanult Münchenben és Augsburgban. 1995-től 1996-ig New Yorkban színészetet tanult a Lee Strasberg Theatre Institute-ban. Németországban visszatérve 1996-tól dolgozott együtt Michael Herbiggel a ProSieben kereskedelmi csatornán az Easy Bully, majd 1997 és 2002 között a Bullyparade című szórakoztató műsorokban. Műsorbeli két partnere két legjobb barátja, Christian Tramitz és Herbig volt, akikkel rövid vicces, gyakran szóvicceken alapuló és közönség előtt felvett jeleneteket forgatott.
Eddigi legnagyobb sikerét a 2001-ben készült Manitu bocskora (Der Schuh des Manitu) című filmmel aratta, amelynek egyik szereplője volt. Az indiánfilmek paródiája 11,7 millió látogatójával minden idők legsikeresebb hazai filmjének számít Németországban, Ausztriában pedig minden idők legsikeresebb filmjének. Az alkotás jó néhány, a Bullyparade című tévéműsorból ismert figurát vonultat fel; játszik benne Tramitz és Herbig is.
2004-ben készült el A zűrhajó (/T/Raumschiff Surprise – Periode 1) című mozifilm, amely a klasszikus Űrszekerek (Star Trek) sorozatokat és filmeket figurázza ki. Figurái szintén jól ismertek a televíziós sorozatból. A Herbig-Tramitz-Kavanian nevével fémjelzett filmet Németországban összesen 9,9 millió néző látta.
Rick Kavanian 2004-ben új tévés műsorral, a Bully & Rick cíművel debütált, amely 2007-ig futott a ProSieben csatornán. A szintén vicces szituációs jeleneteken alapuló műsorban Christian Tramitz már nem vett részt.
2007-ben került a német mozikba egy 3D-s animáció Lizi & Yeti – Egy királysztori (Lissi und der wilde Kaiser) címen, amelyben régi társai mellett szintén szerepet vállalt.
2006 szeptembere óta Kosmopilot című önálló comedy-programjával járja a német nyelvű országokat.

## Filmjei

### A televízióban
- 1997 – Easy Bully
- 1997–2002 – Bullyparade
- 2004–2007 – Bully & Rick
- 2008–2009 – Kosmopilot
- 2011 – Die Klugscheisser
- 2011 – Grünwald Freitagscomedy

### A moziban
- 2001 – Manitu bocskora (Der Schuh des Manitu)
- 2004 – A zűrhajó (/T/Raumschiff Surprise – Periode 1)
- 2006 – Hui Buh, a butus szellem (Hui Buh, Das Schlossgespenst)
- 2007 – Lizi & Yeti – Egy királysztori (Lissi und der wilde Kaiser) (3D-s animáció)
- 2007 – Keinohrhasen
- 2008 – 1 és 1/2 lovag – Az elbűvölő Herzelinde hercegnő nyomában (1 1/2 Ritter – Auf der Suche nach der hinreißenden Herzelinde)
- 2009 – Maffiózó vagyok, drágám! (Mord ist mein Geschäft, Liebling; Bud Spencerrel)
- 2010 – Otto’s Eleven